# Франческо Окк'юцці
Франческо Окк'юцці (італ. Francesco Occhiuzzi) або Франсиско Ок'юссі (ісп. Francisco Ochiussi) (28 серпня 1909, Четраро — 1 січня 1960) — уругвайський футболіст, що грав на позиції півзахисника.
Виступав, зокрема, за клуби «Монтевідео Вондерерз» і «Болонья», а також національну збірну Уругваю.
Чемпіон Уругваю, володар Кубка Мітропи.

## Клубна кар'єра
Розпочинав футбольну кар'єру в складі уругвайського клубу «Серро». З 1929 по 1932 роки грав у команді «Монтевідео Вондерерз». У 1931 році виграв з командою титул чемпіона Уругваю.
У 1932 році переїхав у країну, де народився — Італію. Два сезони виступав у складі клубу «Болоньї», одразу ставши ключовим гравцем півзахисту. У сезоні 1932-33 Франческо пропустив частину матчів через перелом ноги. Клуб посів третє місце в чемпіонаті, а в 1934 — четверте. Став у складі команди переможцем кубка Мітропи 1934. Зіграв лише в двох перших матчах турніру, коли на стадії 1/8 фіналу «Болонья» перемогла угорський «Бочкаї» (Дебрецен) (2:0, 1:2). Того ж року поїхав влітку на канікули до Уругваю і більше не повернувся в клуб, хоча отримував пропозицію для продовження контракту. 

## Виступи за збірну
1928 року дебютував в офіційних матчах у складі національну збірну Уругваю. Зіграв у 1928—1932 роках у складі збірної у восьми товариських матчах.
| Дата       | Місто          | Господарі | Результат | Гості     | Турнір           | Голи | Примітки |
| ---------- | -------------- | --------- | --------- | --------- | ---------------- | ---- | -------- |
| 1928-08-15 | Асунсьйон      | Парагвай  | 3 – 1     | Уругвай   | товариський матч | -    |          |
| 1928-08-19 | Асунсьйон      | Парагвай  | 1 – 1     | Уругвай   | товариський матч | -    |          |
| 1928-08-30 | Буенос-Айрес   | Аргентина | 1 – 0     | Уругвай   | товариський матч | -    |          |
| 1928-09-21 | Монтевідео     | Уругвай   | 2 – 2     | Аргентина | товариський матч | -    |          |
| 1929-06-16 | Монтевідео     | Уругвай   | 1 – 1     | Аргентина | товариський матч | -    |          |
| 1930-05-25 | Буенос-Айрес   | Аргентина | 1 – 1     | Уругвай   | товариський матч | -    |          |
| 1931-09-06 | Монтевідео     | Бразилія  | 2 – 0     | Уругвай   | товариський матч | -    |          |
| 1932-05-18 | Ріо-де-Жанейро | Уругвай   | 1 – 0     | Аргентина | товариський матч | -    |          |
| Усього     |                | Матчів    | 8         |           | Голів            | 0    |          |

### Статистика виступів у кубку Мітропи
| №                      | Розіграш               | Стадія                 | Дата та місце проведення | Команда 1              | Рахунок | Команда 2         | Голи та інші дії |
| ---------------------- | ---------------------- | ---------------------- | ------------------------ | ---------------------- | ------- | ----------------- | ---------------- |
| 1                      | 1934                   | 1/8                    | 17.06.1934, Болонья      | Болонья                | 2:0     | Бочкаї (Дебрецен) |                  |
| 2                      | 1934                   | 1/8                    | 24.06.1934, Будапешт     | Бочкаї (Дебрецен)      | 2:1     | Болонья           |                  |
| Всього в кубку Мітропи | Всього в кубку Мітропи | Всього в кубку Мітропи | Всього в кубку Мітропи   | Всього в кубку Мітропи | 2       | Голи              | 0                |

## Титули і досягнення
- Чемпіон Уругваю (1):

«Монтевідео Вондерерз»: 1931
- Володар кубка Мітропи (1):

«Болонья»: 1934